# Theodor Stiebel
Theodor Hermann Friedrich Stiebel (* 28. Februar 1894 in Braunschweig; † 9. September 1960 in Holzminden) war ein deutscher Unternehmer und Gründer der nach ihm benannten Dr. Theodor Stiebel Werke GmbH & Co. KG mit Sitz in Berlin und später in Holzminden (Niedersachsen).

## Leben

### Familie und Schulbildung
Theodor Stiebel wurde als einziges Kind des Kreiszimmermeisters Hermann Friedrich Christian Stiebel (* 30. November 1856 in Ahlum; † 1915 in Braunschweig) und dessen Frau Hermine Auguste Stiebel geb. Beckmann (* 8. Juli 1868 in Brooklyn, USA) geboren. 
Die Familie des Vaters war in Groß Denkte und Ahlum im Landkreis Wolfenbüttel ansässig und arbeitete in der Landwirtschaft und im Handwerk. Sein Vater war während des wirtschaftlichen Aufschwungs im Herzogtum Braunschweig als Kreiszimmermeister tätig und profitierte zu der Zeit von der regen Bautätigkeit. Die Familie seiner Mutter besaß in Gandersheim eine Damastleinenweberei und Schneiderei; wanderte in die USA aus und kehrte nach 10 Jahren wieder nach Deutschland zurück. Als Theodor Stiebel drei Jahre alt war, zogen seine Eltern 1897 in ein selbst gebautes Haus in der Kalandstrasse 6 in Braunschweig. 1908 wurde Theodor Stiebel in der St. Martini-Kirche in Braunschweig konfirmiert.  
Von 1900 bis 1904 besuchte er die Bürgerschule und anschließend die Gaußschule, wo er im Frühjahr 1913 das Abitur mit Auszeichnung erhielt. An der Technischen Hochschule Braunschweig begann er 1913 ein Maschinenbaustudium.

### Erster Weltkrieg
Bei Ausbruch des Ersten Weltkriegs musste er das Studium abbrechen und wurde am 5. Oktober 1914 zum Rekrutendepot des Königlich Preußischen Eisenbahn-Regiment Nr. 3 (Eisenbahntruppen) in Hanau eingezogen. Die Einheit wurde nach Galizien, im Süden von Polen, nach Lettland und nach Radviliškis in Litauen kommandiert und am 22. Januar 1915 erfolgte die Fahrt zur Ostfront in Ostpreußen gegen die Kaiserlich Russische Armee. Während dieser Zeit verstarb in der Heimat sein Vater. Am 27. Juli 1916 wurde Stiebel zum Leutnant der Reserve befördert. Ende 1916 wurde er zur Festungs-Eisenbahnbetriebskompanie Nr. 1 (EBetrK) versetzt, die an der Gegenoffensive in Rumänien beteiligt war. Innerhalb kurzer Zeit eroberten österreichisch-ungarische, deutsche und bulgarische Truppen einen Großteil Rumäniens. Am 6. Dezember 1916 nahmen die Mittelmächte die rumänische Hauptstadt Bukarest ein. Stiebel wurde ab Januar 1917 als „Maschinenoffizier“ zum Eisenbahn-Instandsetzungswerk im rumänischen Ploiești abkommandiert. Ab 30. Oktober 1917 diente er dann als Adjutant in der Eisenbahn-Sonder-Kompanie 6 in Syrien. Die Einheit baute für die Bagdadbahn unter anderem Lokschuppen und Materialdepots auf und war für die Verlegung von deutschen Vollspurlokomotiven über die Feldspur der Anatolischen Eisenbahn für ihren Einsatz auf der Vollspurbreite der Bagdadbahn zuständig. Stiebel wurde bis zum Ende des Krieges überwiegend entlang der Bagdadbahn (Adana, Aleppo, Muslimiyya, Kurt-Kulac und Tall ar-Rifat)  eingesetzt. Nach der Schlacht bei Megiddo (1918) und des Waffenstillstandes der Türkei im Oktober 1918 erfolgte der Abzug der deutschen Truppen. Stiebel wurde zunächst per Kraftfahrzeug und dann mit der Bagdadbahn befördert, wo(?) diese erst am 16. November 1918 eintraf. Es folgte die Weiterfahrt mit der Anatolischen Eisenbahn zum Bahnhof Istanbul Haydarpaşa, dort wurde seine Einheit am 21. November 1918 von den Alliierten interniert. Am 16. Januar 1919 erfolgte die Einquartierung auf dem 1910 erbauten Dampfer Lilly Rickmers. Nach der Aufnahme von rund 2.600 deutschen Soldaten lief am 1. März 1919 das Schiff in Konstantinopel aus und kam am 22. März 1919 in Hamburg an. Am 30. April 1919 wurde Stiebel dann aus dem Heeresdienst entlassen und publizierte im selben Jahr zusammen mit Georg Fodermayer und Josef Popper (beide aus München) das Buch Der deutsche Lokomotivführer im Weltkriege. Ein Ehrenbuch des deutschen Lokomotiv- und Werkstättenpersonals, das im Georg Koenig-Verlag in Berlin erschien.

### Studium und Firmengründung
Aufgrund finanzieller Schwierigkeiten nach dem Ersten Weltkrieg musste das Elternhaus in Braunschweig 1919 verkauft werden. Seine Mutter verblieb in Braunschweig und zog in die Kalandstraße 17, später in die Campestraße 26 (heute Ottmerstraße 9). Durch den Verkauf konnte Stiebel auch die Wiederaufnahme seines Studiums finanzieren. 1920 schloss er dieses an der Technischen Hochschule München als Diplom-Ingenieur ab und nach einem Praktikum in Nürnberg 1921 an der Technischen Hochschule Berlin auch das Studium der Betriebswirtschaftslehre. Vom 1. Februar 1922 bis 31. März 1924 war er Assistent am Lehrstuhl für Werkzeugmaschinen und Fabrikbetriebe der Technischen Hochschule Berlin und promovierte zeitgleich an der Friedrich-Wilhelms-Universität zu Berlin zum Doktor der Staats- und Wirtschaftswissenschaften (Dr. rer. pol.) mit der Dissertation über „die Anlernung auf wissenschaftlicher Grundlage als Faktor im deutschen Wirtschaftsleben“. Im Oktober 1923 nahm Stiebel Kontakt zu seinem Onkel Carl Reese in Holzminden auf und bot ihm die Spezialanfertigung für Kochgeräte und elektrische Heizkörper an, die das Unternehmen Reese dann auch bis 1944 produzierte. Durch die Zusammenarbeit mit Reese in der Konstruktionsplanung und Entwicklung entstand dann auch die Geschäftsidee eines Ringtauchsieders anstelle der bisher am Markt verfügbaren Kolbentauchsieder, die sich sehr schnell überhitzten.
Am 1. April 1924 gründete Theodor Stiebel daraufhin mit 20.000 Reichsmark Startkapital in Berlin-Kreuzberg, Reichenberger Straße 143, die Firma ELTRON Dr. Theodor Stiebel. Gemäß Handelsregisterurkunde wurde der Geschäftsbeginn mit dem 5. Mai 1924 angegeben. Das geliehene Kapital hierfür kam von seinem Onkel Hermann Stiebel, der in Hamburg ein Hotel führte und von seinem Onkel Carl Reese, der in Holzminden einen metallverarbeitenden Betrieb (Dosenfabrik) besaß. Mit seiner patentierten Erfindung des ersten Ringtauchsieders als Hohlzylinder mit einer Wandstärke von 3 Millimetern, der wegen einer schnellen Aufheiz- und kurzen Abkühlzeit auf der Leipziger Frühjahrsmesse 1924 von den Besuchern bestaunt wurde, legte er den Grundstein für die 1925 beginnende Großserienproduktion und weitere Produkte. Die ersten einhundert Testmuster für die Messe produzierte noch Carl Reese in Holzminden. Sein Vetter Paul Reese entwarf das erste Firmenlogo.
1930 heiratete Stiebel erstmals und ließ sich 1944 wieder scheiden. Die Ehe blieb kinderlos. 1947 heiratete er nochmals und hatte mit Margret Stiebel in zweiter Ehe eine Tochter und die beiden späteren Unternehmenserben Frank Stiebel und Ulrich Stiebel (* 10. September 1949). 1960 beging Theodor Stiebel im Alter von 66 Jahren Suizid. Seine Frau Margret heiratete später den Kaufmann Kurt Schön, der auch in den 1970er Jahren Geschäftsführer von Stiebel Eltron war.  
Zum 60. Geburtstag erhielt Theodor Stiebel 1954 das Bundesverdienstkreuz.